# کارلوس آلگره
کارلوس آلگره (اسپانیایی: Carlos Alegre‎؛ زادهٔ ۷ مه ۱۹۲۴ - درگذشته نامشخص) بازیکن بسکتبال اهل پرو بود. وی در بازی‌های المپیک تابستانی ۱۹۴۸ شرکت کرده‌است.